# 九门口酒
九门口酒是遼寧葫芦岛市出产的一种白酒。源于1992年成立的绥中县九龙泉酒厂；1999年10月改制成民企，并易名为葫芦岛九江酒业。九门口酒是以红高粱、大米、糯米、小麦、玉米五种粮食为主料，中草药入料制曲酿制而成的浓香型白酒。